# لورن کلتورپ
لورن کلتورپ (انگلیسی: Lauren Colthorpe؛ زادهٔ ۲۵ اکتبر ۱۹۸۵) بازیکن فوتبال اهل استرالیا است.
از باشگاه‌هایی که در آن بازی کرده‌است می‌توان به بریزبن رور اشاره کرد.
وی همچنین در تیم‌های ملی فوتبال Australia women's national under-20 soccer team و زنان استرالیا بازی کرده‌است.